# Бірюков Володимир Павлович
Володи́мир Па́влович Бірюко́в (рос. Владимир Павлович Бирюков; *22 липня 1888, с. Першино, нині Далматовський район Курганської області, Російська імперія — 18 червня 1971, м. Свєрдловськ, РСФСР, СРСР) — російський і радянський вчений, археолог, фольклорист, російський і український краєзнавець; засновник низки краєзнавчих музеїв, зокрема музею у місті Хоролі на Полтавщині (1917).

## З життєпису
Володимир Бірюков народився 10 (22) липня 1888 року в селі Першинському Першинської волості Шадринського повіту Пермської губернії (нині центр Першинської сільради Далматовського району Курганської області) в родині секретаря-рахівника позиково-ощадного товариства. Його брат Аркадій Павлович Бірюков (1892—1969) є відомим радянським лікарем-педіатром і агрономом-садівником, селекціонером, воєнним лікарем 2-го рангу.
Навчався у Пермській духовній семінарії (1908), проте священиком стати не захотів. Закінчив Казанський ветеринарний інститут (1912). Після закінчення Московського археологічного інституту (1915) здобув звання вченого-археолога і дійсного члена інституту. Два роки навчався в Московському сільськогосподарському інституті. З кінця 1919 року — вільний слухач історико-філологічного факультету Томського університету. За конкурсну працю з місцевих говірок Томський університет присуджує йому сібну медаль.
У 1910 році організував у рідному селі Першинському перший у Заураллі сільський музей. 8 січня (26 грудня) 1918 (1917) року музей у складі установи, що називалась Науковим сховищем, переведено до міста Шадринськ (нині — Шадринський краєзнавчий музей імені В. П. Бірюкова й Даржавний архів у Шадринську).
У 1916—17 роках Володимир Бірюков служив у російській армії в українському місті Хоролі. Де в 1917 році організував виставку старожитностей та витворів української народної творчості. Він заснував краєзнавчий музей, названий його ім'ям у квітні того ж (1917-го) року.
У 1920 році, вже по поверненні до Росії, історико-філологічний факультет Пермського університету обирає В. П. Бірюкова на посаду завідувача музею старожитностей.
У 1923 році В. П. Бірюкова було обрано спершу членом-кореспондентом, а згодом дійсним членом Центрального бюро краєзнавства при Академії наук СРСР, активно брав участь у роботі конференцій, пленумів Центрального бюро краєзнавства. У вересні 1925 року він був учасником урочистостей, присвячених 200-річчю Академії наук СРСР, був обраний членом Президіуму урочистого засідання у Великому театрі 13 вересня 1925 року.
На початку 1920-х років Академія наук відновлює видання «Словника російської мови» (перерва була у 1916-26 роки), Володимир Бірюков брав у підготовці його нових томів до друку активну участь (у передмові до 14-ти випусків його ім'я значиться серед осіб, які сприяли полноті видання).
У період 1930-8 років працював у Свердловську, в облобласному бюро краєзнавства. Напротязі 1940—50 років працює в Шадринську. У 1962 році вивіз із Шадринська своє зібрання документів у Свердловськ, де воно стало основою Уральського відділення Центрального державного архіву літератури і мистецтва) (тепер Фонд Державного архіву Свердловської області). Згідно з рішенням Свердловського облвиконкому зі значного зібрання рукописів і книг краєзнавця 1964 року був організований Уральський архів літератури й мистецтва, директором якого він і був (на громадських засадах).
У січні 1954 року Свердловське відділення Спілки письменників СРСР рекомендувало В. П. Бірюкова в Спілку, і 10 лютого 1955 року Володимир Павлович був прийнятий у її члени.
Володимир Павлович Бірюков помер у Свердловську 18 червня 1971 року, похований на Нижньо-Ісетському цвинтарі.

## Доробок
Перший матеріал краєзнавчого спрямування за авторством В. П. Бірюкова був надрукований у «Пермських губернських відомостях» в 1905 році, а остання прижиттєва стаття вченого побачила світ у газеті «Тюменська правда» 1971 року. Між цими дадами не лише 66 років, а й — понад 700 публікацій.
У хорольський період Володимир Бірюков написав і видав по місцю 3 брошури:
- «Выставка древностей и украинского народного творчества в г. Хороле Полтавской губернии с 3 по 9 апреля 1917 г.», 1917;
- Организация Народного научного музея в г. Хороле Полтавской губернии. Типография Л. Р. Затуренского., 1917;
- «В. М. Щербаковский и его лекции по украиноведению», 1917.

Вибрана бібліографія праць В. П. Бірюкова в Росії (та СРСР) включає:
- Шадринское научное хранилище. Шадринск, 1917;
- Шадринский уезд — житница Урала, и г. Шадринск — место для Уральского сельскохозяйственного института. Шадринск, 1920;
- Изучение родного края в связи с переписью 1920 года. Екатеринбург, «Коммунистическое просвещение», 1921, № 1;
- Кладбище как предмет изучения и место для экскурсий. Издание Наркомата просвещения Украинской ССР, 1922;
- Очерки краеведческой работы. Шадринск, Государственная типография, 1923;
- Краевой словарь говора Исетского Зауралья. Шадринский и частью Екатеринбургский и Камышловский уезды Екатеринбургской губернии. Шадринск, 1923;
- Природа и население Шадринского округа Уральской области. Издание Шадринского окружного исполнительного комитета. Шадринск, Типография Коммунотреста, 1926;
- Краеведческий вопросник. Пермь, 1929;
- Историческая справка по краеведению. Сборник краеведческих статей. Шадринск, 1930;
- Нужды музейного краеведческого дела. Журнал «Научный работник», 1930, № 6;
- Из истории фарфорово-фаянсового дела в Приисетье. Сборник краеведческих статей. Шадринск, 1930;
- Для чего, где и как искать полезные ископаемые (краткое руководство). Свердловск, 1932;
- О поисках на Урале новых месторождений нефти и газа. Свердловск, 1933;
- Река Исеть. Свердловск, 1936, 1939;
- Дореволюционный фольклор на Урале. Свердловское областное издательство, 1936;
- Поэты второй половины XIX века. Избранные произведения. Свердловское областное издательство, 1937;
- Сказы, песни, частушки. Челябгиз, 1937;
- Советская частушка на Урале. «Уральский современник» № 1, Свердловск, 1938;
- Борис Александрович Тимофеев. Стихи и проза. Литературный альманах писателей Челябинской области № 6. Челябинск, 1940;
- Уральские сказки. Челябинское областное издательство, 1940;
- Фольклор Урала. Исторические сказы и песни. Челябинское областное государственное издательство, 1949;
- Путь собирателя (автобиографический очерк). Литературно-художественный альманах № 6. Челябинск, 1951;
- Методика записывания произведений устного народного творчества. Фольклорно-диалектологический сборник (Материалы и методические указания). Челябинск, 1953;
- Урал в его живом слове. Дореволюционный фольклор. Свердловское книжное издательство, 1953;
- Устами народа. Газета «Красный Курган» за 22 сентября 1957;
- Урал советский. Народные рассказы и устное поэтическое творчество. Издательство газеты «Красный Курган», 1958;
- Как я стал собирателем живого слова // Газета «Красный Курган» за 18 травня 1958 року;
- Первые шаги социал-демократического движения в Шадринске. Курган, издательство «Советское Зауралье», 1960;
- Крылатые слова на Урале. Свердловское книжное издательство. 1960;
- Далёкое — близкое. Павел Бажов. Воспоминания о писателе. Москва, издательство «Советский писатель», 1961;
- Уральская копилка. Свердловск, 1964;
- Бирюков В. П. Записки уральского краеведа. — Челябинск: Южно-Уральское книжное издательство, 1964. — 144 с.;
- Устно-поэтическое творчество времени Великой Отечественной войны на Урале. Русский фольклор Великой Отечественной войны. Москва, журнал «Наука», 1964;
- Уральская копилка. Свердловск, Средне-Уральское книжное издательство, 1969;
- Владимир Павлович Бирюков. Библиографический указатель. / Сост. Е. А. Брякова; Отв. ред. С. Б. Борисов. — Шадринск, 2003. — 152 с.;
- Избранные труды. / Сост. С. Б. Борисов. — Шадринск, 2008. — 612 с.[2].